# Jenna Haze

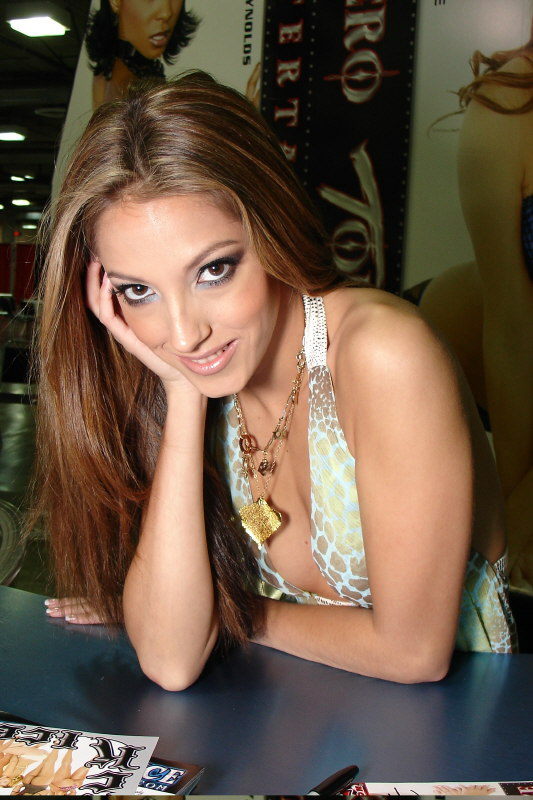
Jenna Haze

Jenna Haze (n. 22 februarie 1982, Fullerton, California; ca Jennifer Corrales) este o actriță porno nord-americană.